# Das Himmelreich in euch

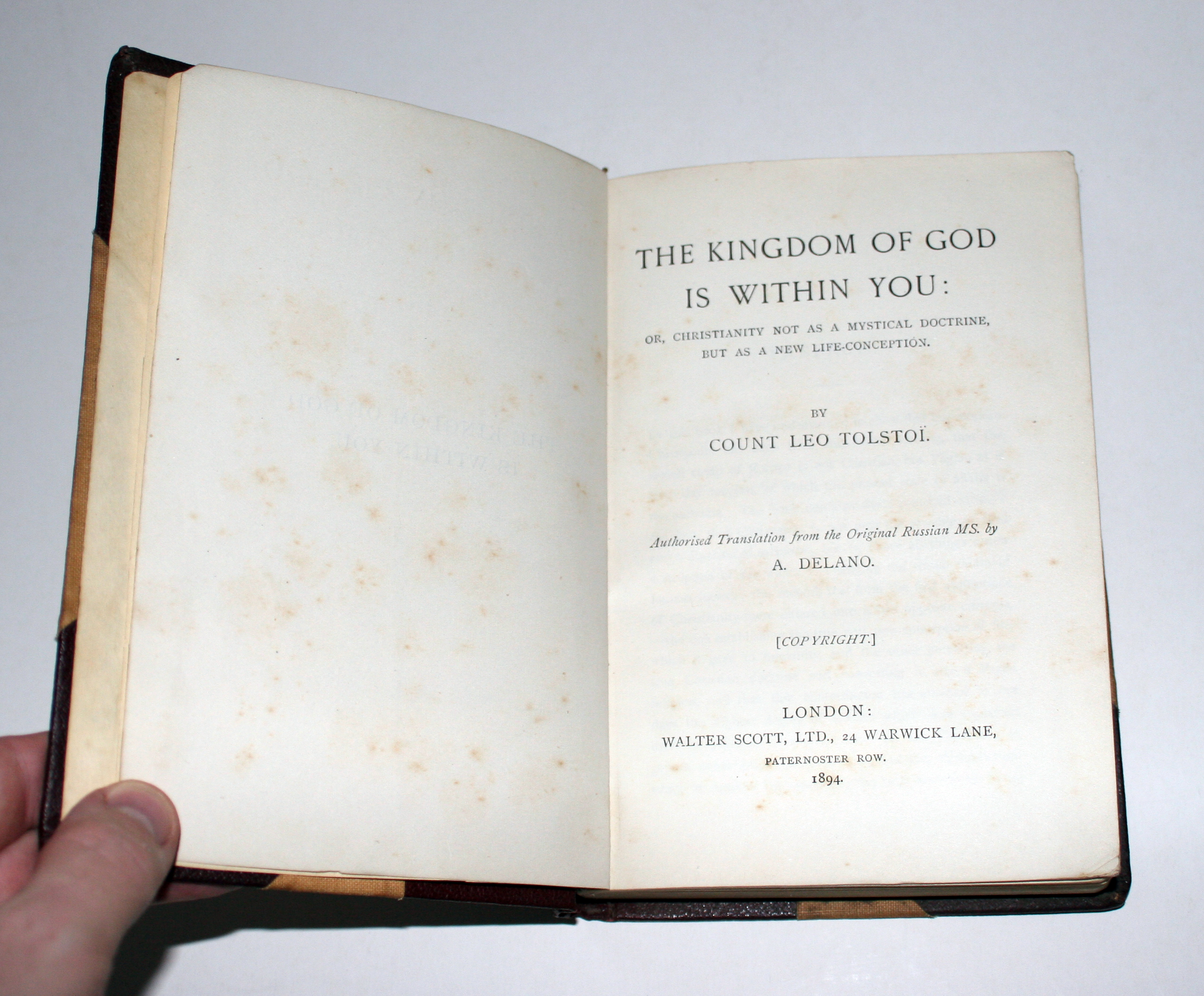
Die erste englische Ausgabe von The Kingdom of God Is Within You, 1894

Das Himmelreich in euch, „Das Reich Gottes ist in Euch“ oder „Das Reich Gottes ist inwendig in euch“ (russisch Царство Божие внутри вас [Zarstwo Boschije wnutri was]) ist ein einflussreiches Sachbuch von Leo Tolstoi. Es wurde zuerst im Jahr 1894 in Deutschland veröffentlicht, nachdem es in Russland verboten gewesen war. Es steht am Gipfel von Tolstois dreißig Jahren christlichen Denkens und breitet eine neue Gesellschaftsorganisation aus, die auf einer wörtlichen christlichen Interpretation beruht.

## Inhalt
Einleitend bezieht sich Leo Tolstoi auf sein 10 Jahre zuvor erschienenes Werk "Mein Glaube": "Im Jahre 1884 habe ich ein Buch verfasst unter dem Titel "Mein Glaube!" In diesem Buche habe ich der Wahrheit gemäß dargelegt, was ich glaube."
Der Inhalt des Buches ist am Ende des Werkes unter folgenden Überschriften zusammengefasst:"
Kapitel 1: "Die Lehre vom Nicht-Widerstehen ist seit der Begründung des Christentums von der Minderheit der Menschen bekannt und wird jetzt von der Minderheit der Menschen bekannt"
Kapitel 2: "Urteile über das Nicht-Widerstehen von Gläubigen und Ungläubigen"
Kapitel 3: "Die falsche Auffassung des Christentums durch die Gläubigen"
Kapitel 4: "Wie die wissenschaftlichen Menschen das Christentum missverstehen"
Kapitel 5: "Die Widersprüche unseres Lebens und unseres christlichen Bewußtseins"
Kapitel 6: "Das Verhältnis der Menschen unserer Welt zum Kriege"
Im Kapitel 1 lässt Leo Tolstoi Autoren zu Wort kommen, die unterstützend auf sein Werk "Mein Glaube" reagiert hatten, insbesondere solche aus den Vereinigten Staaten wie die Quäker sowie die christlich-pazifistischen Schriftsteller William Lloyd Garrison und Adin Ballou. Ebenso zitiert er ausführlich den tschechischen Theologen und Schriftsteller Petr Chelčický als einen Vertreter der Böhmischen Brüder.
Im Kapitel 2 widerlegt Tolstoi Argumente, die gegen die absolute Gültigkeit und Anwendbarkeit der Gewaltlosigkeit (Nicht-Widerstehen) von Kritikern seines Buches "Mein Glaube" vorgebracht wurden, wobei er die Gegenargumente in 5 Kategorien gliedert:
1. "Die Gewalt widerspricht dem Christentum nicht." 
2. "Die Gewalt ist notwendig zur Einschränkung der Uebelthäter."
3. "Die Gewalt ist Pflicht zur Verteidigung des Nächsten."
4. "Die Verletzung des Gebotes vom Nicht-Widerstreben wird als eine einfache Schwäche anerkannt."
5. "Die Vermeidung der Antwort durch den Vorwand, die Frage sei ganz gelöst."

## Argumentation
Der Buchtitel beruft sich auf Lk 17,21 . Tolstoi diskutiert das Prinzip der Gewaltlosigkeit im Angesicht von Gewalt, wie von Jesus gelehrt. (Siehe auch Friedenskirche). Tolstoi sah eine Trennung zwischen der Russisch-Orthodoxen Kirche, die mit dem Staat vereint war, und dem, was er für die wahre Botschaft Jesu hielt, wie sie in den Evangelien und insbesondere der Bergpredigt wiedergegeben ist.
Tolstoi vertritt den Standpunkt, dass alle kriegsführenden Regierungen ein Affront gegen christliche Prinzipien seien. Er beruft sich auf die Forderung: „Ich aber sage euch: Widersteht nicht dem Bösen, sondern wenn jemand dich auf deine rechte Backe schlagen wird, dem biete auch die andere dar;“ Mt 5,38 . Er weist die Interpretationen römischer und mittelalterlicher Gelehrter zurück, die den Anwendungsbereich der Forderung begrenzen wollten.

## Tolstois Briefwechsel mit Mohandas Gandhi
Gandhi schrieb in seiner Autobiographie, dass dieses Buch ihn „überwältigte“ und einen „bleibenden Eindruck“ hinterließ. Gandhi zählte Tolstois Buch mit John Ruskins Unto This Last und dem Dichter Shrimad Rajchandra (Raychandbhai) zu den drei wichtigsten Einflüssen in seinem Leben.
1908 schrieb Tolstoi einen Leserbrief an eine indische Zeitung (A Letter to a Hindu), in dem er die Meinung vertrat, dass das indische Volk die britische Kolonialherrschaft nur durch passiven Widerstand auf der Basis von Nächstenliebe zu Fall bringen könne. Im Jahr darauf schrieb Gandhi an Tolstoi mit der Bitte um Rat und für die Genehmigung, A Letter to a Hindu in seiner eigenen Sprache Gujarati, zu veröffentlichen. Tolstoi antwortete und es folgte eine andauernde Korrespondenz bis zu seinem Tod im Jahr 1910. Die Briefe enthalten unter anderem praktische und theologische Anwendungen der Gewaltlosigkeit. Tolstois Idee wurde schließlich durch Gandhis Organisation landesweiter gewaltfreier Streiks und Proteste in den Jahren 1918–1947 realisiert.

### Zitierte Ausgabe
- Leo Tolstoi: Das Reich Gottes ist inwendig in Euch oder das Christentum als eine neue Lebensauffassung, nicht als mystische Lehre. Deutsche Version im Internet Archive, übersetzt und mit einer Einver Einführung von Raphael Löwenfeld. Eugen Diederichs, Jena 1911 (archive.org [PDF; 11,6 MB]).   1. ↑  S. 2.
  2. ↑  S. 268–173.
  3. ↑  S. 4–50.
  4. ↑  S. 50–80.
  5. ↑  S. 80–137.
  6. ↑  S. 137–176.
  7. ↑  S. 176–215.
  8. ↑  S. 215–267.
  9. ↑  S. 269.
- Englische Version von 1894 bei Gutenberg.org